# Chronobiologie des cheveux
La chronobiologie des cheveux est l’étude de la variation de la densité des follicules et de morphologie de la tige pileuse du cuir chevelu en fonction du temps. La nature oscillante de la densité de cheveux s’observe à l’échelle saisonnière, annuelle et présumément journalière.

## Distribution saisonnière et annuelle
Il existe une variation annuelle et saisonnière dans la croissance et la chute des cheveux.

### Croissance du cheveu
La croissance du cheveu se fait selon trois phases distinctes. La phase de développement qui constitue la phase anagène. La phase de repli ou involution dite phase catagène, et la phase télogène qui constitue la phase de repos.
La phase anagène consiste en la croissance du cheveu. Elle est elle-même divisée en plusieurs phases qui définissent, étape par étape, la croissance du cheveu. La phase anagène est contrôlée par plusieurs hormones modulatrices comme la GH (« growth hormone » autrement dit hormone de croissance) ou la prolactine. Ces molécules guident et renforcent la croissance du cheveu. Des effets exogènes influencent également la croissance du cheveu et peuvent perturber le cycle de croissance dans le cuir chevelu. Par exemple, la prise de stéroïdes anabolisants accélèrent et renforcent l’alopécie androgénétique. Le cheveu croît à mesure de 15 à 20 centimètres par an. Cette phase dure généralement 1 à 4 ans et peut aller jusqu’à 8 ans. 
À la suite de la phase anagène débute la phase de catagène, dite de régression, lors de laquelle, les follicules pileux traversent un processus d’involution, c'est-à-dire un mouvement de repli vers l’intérieur. Cette phase est responsable de la différentiation cellulaire contrôlée ainsi que de l’apoptose (mort cellulaire). Ainsi, durant la phase catagène, la croissance du cheveu est très ralentie, voire arrêtée. Cette régression de la tige du cheveu est induite par l’apoptose des cellules qui constituent le bulbe du follicule pileux. Celle-ci peut être induite par plusieurs signaux au sein de la cellule tel que la disparition des facteurs de croissances ou encore la stimulation de récepteurs de la mort cellulaire. Néanmoins, la nature exacte de ce processus de signalisation est encore peu connue. La phase catagène dure généralement 2 à 3 semaines. 
Suit ensuite la phase télogène, qui est la phase de mort du cheveu et sa chute définitive,,. La tige du cheveu se détache puis, après environ trois mois, un nouveau bulbe pileux se développe et recommence le cycle. La chute définitive du cheveu est appelée phase exogène. Dans le cas d’anomalies du cycle de croissance du cuir chevelu, la phase télogène peut être perturbée. Cela mène à des accélérations ou au contraire un ralentissement de la chute du cheveu. Des facteurs exogènes peuvent également perturber la phase télogène. L’administration de certaines substances peut accélérer ou ralentir cette phase et des facteurs comme un stress ou une fatigue intense peuvent mener à la chute accélérée des cheveux. Approximativement 15 % du cuir chevelu est en phase télogène. Elle dure environ trois mois.

### Influence du cycle circadien
Chez plusieurs mammifères ainsi que pour les humains, la croissance des poils corporels est influencée par des gènes agissant selon un cycle circadien,. Pour les cheveux, plusieurs études tendent à montrer l’influence présumée de gènes de cycle circadien sur leur croissance,. Néanmoins, tout ceci reste encore nébuleux et mal compris. 

## Gènes impliquées dans le cycle de croissance
Le complexe CLOCK/BMAL1 est au centre du mécanisme de l’horloge circadienne des mammifères. Plus précisément, dans le cycle de la pousse des cheveux, ce sont des gènes activés par le cycle circadien général qui vont permettre la rythmicité de la pousse avec des gènes tels que PER1, PER2, PER3.

### Gènes de l’horloge circadienne des mammifères
BMAL1 est un gène essentiel à la production des oscillations de l’horloge centrale,. La protéine de ce gène induit l’expression de PER1, responsable du passage de la phase anagène à la phase catagène. Une prolongation de la phase anagène est induite avec une chute de l’expression de BMAL1 et donc de PER1. Par ailleurs, L’expression des gènes PER1, PER2 et PER3 est antiphasique à celle de BMAL1,. PER1 et PER 3 servent de biomarqueur dans les leucocytes (cellules défensives) avoisinant les follicules pilaires pour des traits de l’horloge biologique.
Le gène CLOCK sécrète une protéine qui se localise dans la gaine externe de la racine du cheveu et également dans les kératénocytes matriciels des follicules anagènes et catagènes. De la même manière que pour BMAL1, la diminution de l’expression de CLOCK dans le follicule pilleux augmente la durée de la phase anagène. De plus, les rythmes de PER1 et PER 3 sont fortement corrélés aux rythmes de la mélatonine plasmique et à la sécrétion de cortisol qui sont considérés comme des marqueurs de phase circadienne. 

### Gènes régulateurs de la pousse des cheveux
CLOCK et BMAL1 activent l’expression du gène PER1. La protéine issue de ce gène est davantage présente en phase catagène qu’en phase anagène. On la retrouve aussi dans les kératinocytes matriciels et gaines externes de la racine. PER1 et PER 3 servent de biomarqueur dans les leucocytes avoisinant les follicules pilaires pour des traits de l’horloge biologique.
On retrouve également des groupes de famille de gènes FGF (facteur de croissance des fibroblastes) qui ont des fonctions dans le cycle de croissance des cheveux. L’expression de certains gènes du groupe FGF permettent le passage de la phase catagène à télogène. 

## Anomalies
L’âge et les hormones influencent la croissance des cheveux. Les androgènes sont les principales hormones régulatrices du follicule pileux humain. Selon l’endroit où elles se trouvent sur le corps, elles peuvent avoir des effets contraires sur le follicule pileux : c’est un paradoxe endocrinien. Ces hormones peuvent à la fois stimuler la croissance des poils au niveau des aisselles et du pubis par l’élargissement du follicule pileux, et à la fois provoquer la perte de cheveux et donc la calvitie à la suite de l'inhibition de ce dernier. Des troubles dans le cycle de croissance peuvent provoquer différentes maladies induisant notamment une perte de cheveux. L’alopécie est une maladie auto-immune, provoquée par une perturbation dans la phase anagène entraînant une perte de cheveux et/ou dans la phase catagène où plus de 100 cheveux par jour passent en phase de repos puis chutent en phase télogène.
L’alopécie androgénétique (AGA) est la forme la plus répandue et touche 80 % des hommes et 50 % des femmes atteintes d’alopécie. Celle-ci peut être amplifiée par plusieurs facteurs comme la prise de certains médicaments, le stress ou encore l’accouchement.